# Esporte Clube São Borja
O  Esporte Clube São Borja, anteriormente Associação Esportiva São Borja é um clube brasileiro de futebol, da cidade de São Borja, no estado do Rio Grande do Sul. Suas cores são o vermelho, o azul e o branco.

## História
Após doze anos do licenciamento do futebol profissional do antigo clube da cidade de São Borja, a Sociedade Esportiva São Borja, em 2009 surge a Associação Esportiva São Borja, assumindo o estádio Vicente Goulart e adotando as cores e praticamente o mesmo escudo da SESB, passando a ser chamada inclusive pelo mesmo apelido, de Bugre das Missões, como era carinhosamente chamada a equipe anterior. Sua primeira competição profissional foi a Segunda Divisão de 2012 (terceiro nível), na qual terminou em 11º lugar.
Em 2017 o São Borja não disputou nenhuma competição.
Em 2018, o Bugre foi promovido a Divisão de Acesso após ganhar a semifinal contra o Sport Club Rio Grande por um placar de 3x0 jogando em casa, no último jogo, no Estádio Vicente Goulart. Na final, venceu o Farroupilha, conquistando seu primeiro título.
Em 2019, o clube foi rebaixado na Divisão de Acesso do Campeonato Gaúcho após ficar em último lugar no grupo B da competição, numa campanha com 3 vitórias, 5 empates e 6 derrotas.
No ano de 2021 a AESB foi notificada pelo Serviço de Registro Civil e Especiais que precisaria alterar a sua denominação e seu estatuto. Isto porque a Sociedade Esportiva São Borja (SESB) entrou com pedido de reativação junto ao Cartório e, e como as Sociedades não existem mais desde 2002, ela automaticamente passaria a ser Associação, resultando em dois times com a mesma denominação, e como possui o CNPJ mais antigo, teria a preferencia para o uso do nome.
Com esse imbróglio, o clube ajuizou pedido para continuar usando o nome e a marca, pleito que foi atendido em primeiro grau. Mas em 2022, a instituição anunciou a mudança de nome e de identidade visual, adotando a partir de 1º de maio de 2022 a nomenclatura de Esporte Clube São Borja.

## Estatísticas

### Participações
|  | Participações em 2023 |

| Competição        | Competição | Temporadas | Melhor campanha         | Estreia | Última | P | R |
| Rio Grande do Sul | Série A2   | 1          | 15º colocado (2019)     | 2019    | 2019   | – | 1 |
| Rio Grande do Sul | Série B    | 5          | Campeão (2018)          | 2012    | 2023   | 1 |   |
| Rio Grande do Sul | Copa FGF   | 3          | Quartas de final (2019) | 2018    | 2023   |   |   |

## Elenco atual
Última atualização: 20 de Setembro de 2023[carece de fontes?]

## Títulos
| Estaduais         | Estaduais                                      | Estaduais | Estaduais  |
| Competição        | Competição                                     | Títulos   | Temporadas |
| ----------------- | ---------------------------------------------- | --------- | ---------- |
| Rio Grande do Sul | Campeonato Gaúcho de Futebol - Segunda Divisão | 1         | 2018       |